# Emigración georgiana

Mapa de la diáspora georgiana en el mundo (incluye personas con ascendencia o ciudadanía georgiana).
Georgia
+ 100,000
+ 10,000
+ 1,000

La Emigración georgiana se refiere tanto a la emigración histórica como a la actual del pueblo georgiano fuera de su patria. Los países con las mayores comunidades de emigrantes georgianos son Turquía y Rusia. La diáspora georgiana, o la dispersión del pueblo georgiano fuera de Georgia, comenzó a tomar forma a lo largo de los siglos. Sin embargo, durante los siglos XIX y XX se produjo una importante ola de emigración, especialmente en épocas de agitación política y crisis económicas en el país.
La emigración georgiana alcanzó su pico máximo entre en los periodos de dominio del Imperio Ruso y de la Unión Soviética sobre Georgia.

## Distribución geográfica
| País/Territorio | Georgianos étnicos (últimas estimaciones) | Georgianos étnicos (estimaciones más bajas) | Georgianos étnicos (mayor estimación) | Personas nacidas en Georgia (Cualquier étnia) | Ciudadanos georgianos   |
| --------------- | ----------------------------------------- | ------------------------------------------- | ------------------------------------- | --------------------------------------------- | ----------------------- |
| Rusia           | 112,765 (Censo del 2021)                  |                                             | 600,000-800,000-1,000,000             | 436,442 (2010)                                | &&&&&&&&&&&&&&00.&&&&-0 |
| Grecia          |                                           | &&&&&&&&&&&&&&00.&&&&-0                     | &&&&&&&&&&&&&&00.&&&&-0               | 43,272 (2017)                                 | 13,334 (2017)           |
| Ucrania         | 34,200 (censo del 2001)                   | &&&&&&&&&&&&&&00.&&&&-0                     | &&&&&&&&&&&&&&00.&&&&-0               | 71,015 (2001)                                 | &&&&&&&&&&&&&&00.&&&&-0 |
| Alemania        | &&&&&&&&&&&&&&00.&&&&-0                   | &&&&&&&&&&&&&&00.&&&&-0                     | &&&&&&&&&&&&&&00.&&&&-0               | 18,000 (2017)                                 | 46,500 (2023)           |
| Turquía         | &&&&&&&&&&&&&&00.&&&&-0                   | &&&&&&&&&&&&&&00.&&&&-0                     | &&&&&&&&&&&&&&00.&&&&-0               | &&&&&&&&&&&&&&00.&&&&-0                       | 19,784 (2016)           |
| Estados Unidos  | &&&&&&&&&&&&&&00.&&&&-0                   | &&&&&&&&&&&&&&00.&&&&-0                     | &&&&&&&&&&&&&&00.&&&&-0               | 17,522 (2014)                                 | 9,767 (2017)            |
| Francia         | &&&&&&&&&&&&&&00.&&&&-0                   | &&&&&&&&&&&&&&00.&&&&-0                     | &&&&&&&&&&&&&&00.&&&&-0               | 16,700 (2019)                                 | &&&&&&&&&&&&&&00.&&&&-0 |
| Italia          | &&&&&&&&&&&&&&00.&&&&-0                   | &&&&&&&&&&&&&&00.&&&&-0                     | &&&&&&&&&&&&&&00.&&&&-0               | 14,585 (2017)                                 | 18,272 (2020)           |
| España          | &&&&&&&&&&&&&&00.&&&&-0                   | &&&&&&&&&&&&&&00.&&&&-0                     | &&&&&&&&&&&&&&00.&&&&-0               | 10,612 (2017)                                 | 11,078 (2017)           |
| Azerbaiyán      | 9,900 (Censo del 2009)                    | &&&&&&&&&&&&&&00.&&&&-0                     | &&&&&&&&&&&&&&00.&&&&-0               | &&&&&&&&&&&&&&00.&&&&-0                       | &&&&&&&&&&&&&&00.&&&&-0 |
| Kazajistán      | 4,990 (Censo del 2009)                    | &&&&&&&&&&&&&&00.&&&&-0                     | &&&&&&&&&&&&&&00.&&&&-0               | &&&&&&&&&&&&&&00.&&&&-0                       | &&&&&&&&&&&&&&00.&&&&-0 |
| Canadá          | 4,775 (Censo del 2016)                    | &&&&&&&&&&&&&&00.&&&&-0                     | &&&&&&&&&&&&&&00.&&&&-0               | 2,570 (2016)                                  | &&&&&&&&&&&&&&00.&&&&-0 |
| Bielorrusia     | 2,400 (Censo del 2009)                    | &&&&&&&&&&&&&&00.&&&&-0                     | &&&&&&&&&&&&&&00.&&&&-0               | &&&&&&&&&&&&&&00.&&&&-0                       | &&&&&&&&&&&&&&00.&&&&-0 |
| Letonia         | 1,129 (Censo del 2011)                    | &&&&&&&&&&&&&&00.&&&&-0                     | &&&&&&&&&&&&&&00.&&&&-0               | 1,289 (2017)                                  | &&&&&&&&&&&&&&00.&&&&-0 |
| Armenia         | 617 (Censo del 2011)                      | &&&&&&&&&&&&&&00.&&&&-0                     | &&&&&&&&&&&&&&00.&&&&-0               | 49,322 (2011)                                 | &&&&&&&&&&&&&&00.&&&&-0 |
| Moldavia        | 501 (Censo del 2004)                      | &&&&&&&&&&&&&&00.&&&&-0                     | &&&&&&&&&&&&&&00.&&&&-0               | &&&&&&&&&&&&&&00.&&&&-0                       | &&&&&&&&&&&&&&00.&&&&-0 |
| Lituania        | 372 (Censo del 2011)                      | &&&&&&&&&&&&&&00.&&&&-0                     | &&&&&&&&&&&&&&00.&&&&-0               | &&&&&&&&&&&&&&00.&&&&-0                       | &&&&&&&&&&&&&&00.&&&&-0 |
| Austria         | &&&&&&&&&&&&&&00.&&&&-0                   | &&&&&&&&&&&&&&00.&&&&-0                     | &&&&&&&&&&&&&&00.&&&&-0               | 3,635 (2017)                                  | 3,406 (2017)            |
| Chequía         | &&&&&&&&&&&&&&00.&&&&-0                   | &&&&&&&&&&&&&&00.&&&&-0                     | &&&&&&&&&&&&&&00.&&&&-0               | 1,765 (2022)                                  | &&&&&&&&&&&&&&00.&&&&-0 |
| Reino Unido     | &&&&&&&&&&&&&&00.&&&&-0                   | &&&&&&&&&&&&&&00.&&&&-0                     | &&&&&&&&&&&&&&00.&&&&-0               | 2,187 (2013)                                  | &&&&&&&&&&&&&&00.&&&&-0 |
| Suecia          | &&&&&&&&&&&&&&00.&&&&-0                   | &&&&&&&&&&&&&&00.&&&&-0                     | &&&&&&&&&&&&&&00.&&&&-0               | 1,437 (2017)                                  | &&&&&&&&&&&&&&00.&&&&-0 |
| Suiza           | &&&&&&&&&&&&&&00.&&&&-0                   | &&&&&&&&&&&&&&00.&&&&-0                     | &&&&&&&&&&&&&&00.&&&&-0               | 935 (2017)                                    | &&&&&&&&&&&&&&00.&&&&-0 |
| Estonia         | &&&&&&&&&&&&&&00.&&&&-0                   | &&&&&&&&&&&&&&00.&&&&-0                     | &&&&&&&&&&&&&&00.&&&&-0               | 910 (2017)                                    | &&&&&&&&&&&&&&00.&&&&-0 |
| Irlanda         | &&&&&&&&&&&&&&00.&&&&-0                   | &&&&&&&&&&&&&&00.&&&&-0                     | &&&&&&&&&&&&&&00.&&&&-0               | 1,180 (2022)                                  | 3,782                   |
| Australia       | &&&&&&&&&&&&&&00.&&&&-0                   | &&&&&&&&&&&&&&00.&&&&-0                     | &&&&&&&&&&&&&&00.&&&&-0               | 670 (2017)                                    | &&&&&&&&&&&&&&00.&&&&-0 |
| Bélgica         | &&&&&&&&&&&&&&00.&&&&-0                   | &&&&&&&&&&&&&&00.&&&&-0                     | &&&&&&&&&&&&&&00.&&&&-0               | 530 (2017)                                    | 2,120 (2017)            |
| Portugal        | &&&&&&&&&&&&&&00.&&&&-0                   | &&&&&&&&&&&&&&00.&&&&-0                     | &&&&&&&&&&&&&&00.&&&&-0               |                                               | 490 (2022)              |
| Brasil          | &&&&&&&&&&&&&&00.&&&&-0                   | &&&&&&&&&&&&&&00.&&&&-0                     | &&&&&&&&&&&&&&00.&&&&-0               |                                               | 407 (2024)              |
| Noruega         | &&&&&&&&&&&&&&00.&&&&-0                   | &&&&&&&&&&&&&&00.&&&&-0                     | &&&&&&&&&&&&&&00.&&&&-0               | 325 (2017)                                    | &&&&&&&&&&&&&&00.&&&&-0 |
| Hungría         | &&&&&&&&&&&&&&00.&&&&-0                   | &&&&&&&&&&&&&&00.&&&&-0                     | &&&&&&&&&&&&&&00.&&&&-0               | 302 (2017)                                    | &&&&&&&&&&&&&&00.&&&&-0 |
| Dinamarca       | &&&&&&&&&&&&&&00.&&&&-0                   | &&&&&&&&&&&&&&00.&&&&-0                     | &&&&&&&&&&&&&&00.&&&&-0               | 229 (2017)                                    | &&&&&&&&&&&&&&00.&&&&-0 |
| Luxemburgo      | &&&&&&&&&&&&&&00.&&&&-0                   | &&&&&&&&&&&&&&00.&&&&-0                     | &&&&&&&&&&&&&&00.&&&&-0               | 98 (2017)                                     | &&&&&&&&&&&&&&00.&&&&-0 |
| Finlandia       | &&&&&&&&&&&&&&00.&&&&-0                   | &&&&&&&&&&&&&&00.&&&&-0                     | &&&&&&&&&&&&&&00.&&&&-0               | 91 (2017)                                     | &&&&&&&&&&&&&&00.&&&&-0 |
| Eslovaquia      | &&&&&&&&&&&&&&00.&&&&-0                   | &&&&&&&&&&&&&&00.&&&&-0                     | &&&&&&&&&&&&&&00.&&&&-0               | 85 (2017)                                     | &&&&&&&&&&&&&&00.&&&&-0 |
| Eslovenia       | &&&&&&&&&&&&&&00.&&&&-0                   | &&&&&&&&&&&&&&00.&&&&-0                     | &&&&&&&&&&&&&&00.&&&&-0               | 35 (2017)                                     | &&&&&&&&&&&&&&00.&&&&-0 |
| Islandia        | &&&&&&&&&&&&&&00.&&&&-0                   | &&&&&&&&&&&&&&00.&&&&-0                     | &&&&&&&&&&&&&&00.&&&&-0               | 25 (2017)                                     | &&&&&&&&&&&&&&00.&&&&-0 |
| Polonia         | 10 000                                    | &&&&&&&&&&&&&&00.&&&&-0                     | &&&&&&&&&&&&&&00.&&&&-0               | 436 (2003)                                    | 138 (2010)              |
| Nueva Zelanda   | &&&&&&&&&&&&&&00.&&&&-0                   | &&&&&&&&&&&&&&00.&&&&-0                     | &&&&&&&&&&&&&&00.&&&&-0               | 60 (2014)                                     | &&&&&&&&&&&&&&00.&&&&-0 |
| México          | &&&&&&&&&&&&&&00.&&&&-0                   | &&&&&&&&&&&&&&00.&&&&-0                     | &&&&&&&&&&&&&&00.&&&&-0               | 45 (2016)                                     | &&&&&&&&&&&&&&00.&&&&-0 |
|                 |                                           | &&&&&&&&&&&&&&00.&&&&-0                     | &&&&&&&&&&&&&&00.&&&&-0               | &&&&&&&&&&&&&&00.&&&&-0                       | &&&&&&&&&&&&&&00.&&&&-0 |

## Famosos de ascendencia georgiana

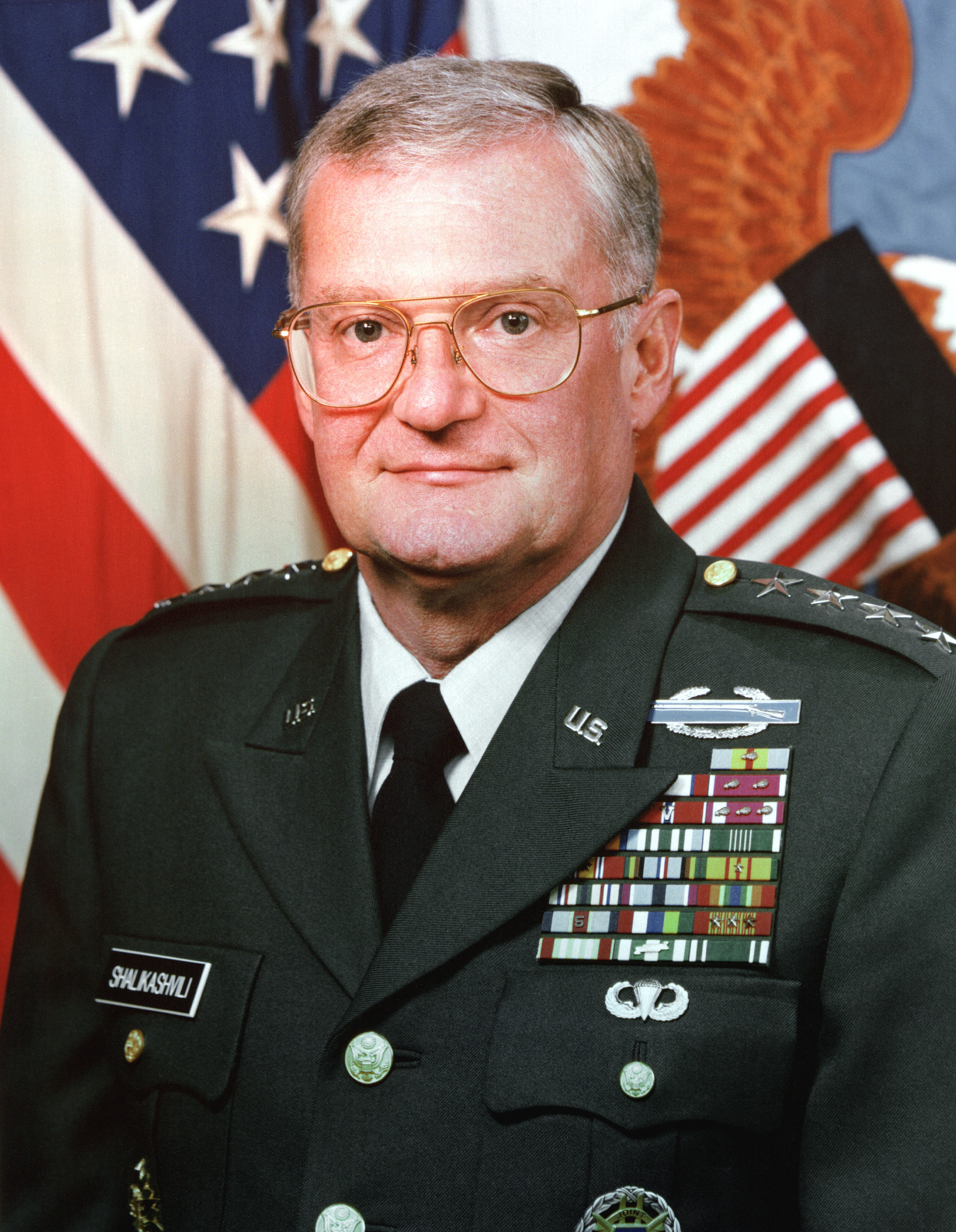
John Shalikashvili, general del Ejército de los Estados Unidos que se desempeñó como Jefe del Estado Mayor Conjunto y Comandante Supremo entre 1993 y 1997.

- David Bagration de Mukhrani, aspirante a la jefatura de la Casa Real de Georgia y a los tronos históricos de Georgia.
- Jorge de Bagration de Mujrani, piloto de carreras español de ascendencia georgiana y aspirante a la jefatura de la Casa Real de Georgia y al trono histórico de Georgia.
- George Balanchine, uno de los coreógrafos más famosos del siglo XX.
- Paata Tsikurishvili, directora artística fundadora y directora ejecutiva del aclamado Synetic Theater en el área metropolitana de Washington D. C., EE. UU., 2001-presente. synetictheater.org
- Irina Tsikurishvili, coreógrafa fundadora del Teatro Synetic. La coreógrafa más famosa de la región DMV.
- David Baramidze, gran maestro de ajedrez alemán nacido en Georgia.
- Elena Botchorichvili, escritora.
- David Chavchavadze, autor estadounidense y ex oficial de la Agencia Central de Inteligencia (CIA) de origen ruso-georgiano.
- Maryam d'Abo, actriz británica de televisión y cine.
- Lasha Darbaidze, ciudadano estadounidense nacido en Georgia, que ocupa los cargos de Cónsul Honorario de Georgia y Presidente de la Fundación St. George.
- Anna Dogonadze, atleta alemana nacida en Georgia.
- Nikolay Tsiskaridze, bailarín de ballet ruso nacido en Georgia.
- Anna Chakvetadze, tenista rusa de ascendencia georgiana parcial.
- Anton Sikharulidze, un patinador artístico ruso de ascendencia parcial georgiana.
- Diana Gurtskaya, cantante rusa del género pop nacida en Georgia.
- Keti Topuria, cantante rusa del género pop nacida en Georgia.
- Georgi Dzhikiya, futbolista ruso nacido en Georgia.
- Davit Chakvetadze, luchador ruso nacido en Georgia.
- Robert Mshvidobadze, yudoca ruso nacido en Georgia.
- Yago Abuladze, yudoca ruso de origen georgiano.
- Vernon Duke, compositor estadounidense.
- Wachtang Djobadze,  historiador de arte georgiano que vivió en Estados Unidos como emigrante.
- Andrew Eristoff, político del Partido Republicano de la ciudad de Nueva York que se desempeña como tesorero del estado de Nueva Jersey bajo el gobernador Chris Christie.
- Georgiy Gongadze, periodista ucraniano de origen georgiano que fue secuestrado y asesinado en el año 2000.
- Alex Greenwich, miembro de la Asamblea Legislativa de Nueva Gales del Sur, en Sídney.
- Michael Gregor, ingeniero aeronáutico de origen georgiano.
- Elly Heuss-Knapp, política liberal y escritora alemana.
- Tzipi Hotovely, política y diplomática israelí,  miembro de la Knéset por el partido Likud.
- Darren Huckerby, exfutbolista profesional y entrenador británico.
- Alexander Kartveli, un influyente ingeniero aeronáutico y pionero de la historia de la aviación estadounidense.
- María Katzarava, cantante de ópera mexicana de ascendencia georgiana.
- David Koma, diseñador de moda nacido en Georgia radicado en Londres.
- Vitaliy Kononov, candidato a las elecciones presidenciales de Ucrania de 2004, nominado por el Partido Verde de Ucrania.
- Kola Kwariani, luchador profesional y ajedrecista georgiano-estadounidense.
- Giorgi Latso, pianista y compositor clásico georgiano-estadounidense.
- Georges V. Matchabelli, un noble y diplomático georgiano que emigró a los Estados Unidos después de la invasión soviética de Georgia en 1921.
- Katie Melua, cantautora y compositora británica nacida en Georgia.
- George Papashvily, escritor y escultor georgiano-estadounidense.
- Irina Shabayeva, la ganadora de la sexta temporada de Project Runway junto con su modelo, Kalyn Hemphill.
- John Shalikashvili, general del Ejército de los Estados Unidos que se desempeñó como Jefe del Estado Mayor Conjunto y Comandante Supremo Aliado de 1993 a 1997.
- Lósif Stalin (nacido Ioseb Besarionis dzе Jughashvili), líder de facto de la Unión Soviética desde mediados de la década de 1920 hasta su muerte en 1953.
- Tamta, cantante del género pop de origen georgiana famosa en Grecia y Chipre.
- Omari Tetradze, exfutbolista de ascendencia greco-georgiana que, durante su carrera como jugador, representó a Rusia a nivel internacional.
- Jerzy Tumaniszwili, comandante naval polaco de ascendencia aristocrática georgiana.
- Ilia Topuria,  luchador de la UFC germano-español nacido en Georgia.